# Großtheorie
Als Großtheorie werden wissenschaftliche Theorien mit allumfassendem Erklärungsanspruch bezeichnet. Beispielhaft können in der Physik die (hypothetische) Theory of Everything, in der Soziologie die Systemtheorie Parsons’ oder der Realismus in der Politikwissenschaft genannt werden.

## Geschichte
Der Begriff geht zurück auf Charles Wright Mills, der in seinem 1959 veröffentlichten Buch The Sociological Imagination (deutsch: Kritik der soziologischen Denkweise, Neuwied: 1963) in ironisierender Weise den Begriff der „grand theory“ für Theorien, die so verallgemeinernd sind, dass sie über empirische Sachverhalte nichts Sinnvolles mehr aussagen können, prägte. Mills merkte dazu an:

„The basic cause of grand theory is the initial choice of a level of thinking so general that its practitioners cannot logically get down to observation.“

Den Gegenpol zur Großtheorie sah Mills in der von ihm als „abstracted empirism“ (deutsch: geistloser Empirismus) bezeichneten Untersuchung sehr spezieller und individueller Sachverhalte, aus denen sich keine Verallgemeinerungen ableiten ließen. Er postulierte, dass soziologische Theorien (conceptions) sowohl Abstraktion (idea) als auch Daten (empirical content) berücksichtigen müssten. Mills sah Großtheorie und geistlosen Empirismus als zwei Extrempole: 

„If the idea is too large for the content, you are tending toward the trap of grand theory; if the content swallows the idea, you are tending toward the pitfall of abstracted empirism.“

Zur Auflösung dieser Dualität entwickelte Robert K. Merton 1962 sein Konzept der Theorie mittlerer Reichweite.
Sowohl die Begriffe der Großtheorie als auch der Theorien mittlerer Reichweite sind mittlerweile in den Sprachschatz vor allem der Sozialwissenschaften eingegangen, ohne dass sich jedoch eine quantifizierbare Unterscheidung der Begriffe gebildet hätte. Im Allgemeinen bezeichnet man mit Großtheorien solche Theorien oder Theoriegebäude, die ein zeitlich und räumlich allgemeingültiges Explanans (z. B. „die Natur des Menschen“) für alle erklärungsbedürftigen Sachverhalte einer Disziplin postulieren. Theorien mittlerer Reichweite sind hingegen nicht universell, sondern zeitlich oder räumlich begrenzt gültig.